# Фемеліді Володимир Олександрович
Фемелі́ді Володи́мир Олекса́ндрович (29 липня 1905, Одеса — 30 жовтня 1931, Одеса) — український композитор грецького походження, диригент, один з основоположників української опери і балету.

## Життєпис
Народився 29 липня (червня?) 1905 року в інтелігентній, аристократичній сім'ї. Мати майбутнього композитора, Олена Олександрівна Лебединська (1877—1957), походила з Харківщини, з української шляхетної родини. Вона грала на фортепіано, мала гарний голос. Саме мати помітила музичні здібності сина. Заможною та впливовою людиною був дід Володимира — Михайло Костянтинович Фемеліді, грек за походженням, купець, судновласник, благодійник, міський голова та почесний громадянин Аккермана (нині м. Білгород-Дністровський). Батько Олександр Михайлович Фемеліді (1872—1937) — відомий одеський юрист, член окружного суду в чині генерала, автор фундаментальної монографії «Російський нотаріат» (рос. «Русский нотариат», СПб, 1902) — був людиною високоерудованою і талановитою: володів багатьма іноземними мовами, був першим в європейському літературознавстві автором монографії, присвяченої творчості Г. Сенкевича (Одеса,1904), перекладав давньоримських поетів, більше 20 років працював над «Енциклопедією художньої літератури і мистецтва».
Володимир ріс жвавою, допитливою дитиною, мав феноменальну пам'ять, прекрасний музичний слух, грав на фортепіано, писав вірші, захоплювався театром.
В 1921 році він стає студентом історичного факультету Одеського університету. Юнак цікавиться історією, археологією, літературою, образотворчим мистецтвом. Але перемагає любов до музики. 1924 року він залишає університет і вступає до Одеського музично-драматичного інституту, навчаючись одночасно на двох факультетах — композиторському та диригентському. Викладачами Володимира Фемеліді були професори В. А. Золотарьов та П. У. Молчанов (теорія композиції) і Г. А. Столяров (диригування). В цей період з'являються перші композиторські спроби молодого автора: фортепіанні і вокальні мініатюри, камерно-інструментальні твори (соната для фортеріано, фортепіанне тріо, струнний квартет) та вокальні твори. Поступово, наполегливо працюючи, Фемеліді підходить до масштабніших творів: концерт для скрипки з оркестром, концерт для фортепіано з оркестром, вокально-симфонічні поеми.
1927 року 22-річний композитор створює симфонію «Ювілейна», присвячену десятій річниці Жовтневої революції — одну з перших симфонічних спроб в українській музиці на революційну тему. В цьому ж році Фемеліді вперше публічно виступає як диригент на концерті-звіті студентів диригентського класу професора Г. А. Столярова.
У 1928 році композитор створює низку нових творів: «Класична симфонія» (в стилі XVIII ст.) № 2, вокальний цикл «Вісім пісень на єврейські теми», музику до п'єси Х. Бенавенте «Гра інтересів».
1929 року Фемеліді пише оперу «Розлом» за однойменною п'єсою Б. Лавреньова. Прем'єра твору відбулася 7 листопада того ж року в Одесі (диригент С. Столерман, режисер Я. Гречнєв, художник Г. Павлова). Велику допомогу в постановці опери надали провідні актори українського драматичного театру, на сцені якого йшла в цей час п'єса В. Лавреньова, Ю. Шумський, А. Бучма та інші.
У січні 1930 року опера «Розлом» з успіхом ставиться в Баку, в її підготовці бере активну участь сам композитор.
1930 року Фемеліді створює один з перших українських балетів — «Карманьйола». В його основу покладено тему Великої французької революції 1789—1794 рр. Композитор змальовує переживання юної француженки Карманьйоли, скривдженної знатним маркізом. Її патріотичні поривання стали символом боротьби народу проти короля і дворянства.
Прем'єра балету «Карманьйола» відбулася 17 жовтня 1930 року на сцені Одеського театру (лібретист П. Кривень, режисер-постановник М. Мойсєєв, диригент М. Покровський, художник І. Назаров). В партитуру балету було введено нові для українського балетного театру виражальні засоби (прозові діалоги, вигуки, хор). Протягом зимового сезону 1930—1931 року балет з великим успіхом пройшов на сцені театру 40 разів.
Наприкінці 1930 року Фемеліді працює над трьома оперними творами: пише радіооперу «Панцирник Потьомкін», прем'єра якої на одеському радіо відбулася 27 червня 1931 року, та оперу «Буревісник» на цей же сюжет. Разом з батьком створює лібретто «Цезар і Клеопатра» за п'єсою Б. Шоу та перші сцени цієї опери.
Передчасна смерть обірвала інтенсивну творчу працю митця. Володимир Фемеліді застудився на спектаклі, диригуючи «Карманьйолою», що призвело до тяжкого легеневого захворювання. Композитор пішов із життя 30 жовтня 1931 року.

Композитор Д. Д. Шостакович, який знав Володимира Фемеліді, писав: 
|  | Він був на диво симпатичною і доброзичливою людиною. Він володів дуже великим композиторським обдарованням. В його балеті «Карманьйола» багато чудової музики. Писав він дуже швидко і дуже кваліфіковано. Здебільшого він не писав ескізів і чернеток, писав прямо партитуру. Радянська музика в його особі втратила видатного композитора. Коли б він залишився живий, він створив би багато чудових творів. |

Опера «Розлом» та балет «Карманьйола» з успіхом ставилися в Україні та інших республіках і після смерті композитора.
У квітні 1932 року українські хореографи П. Вірський та М. Болотов поставили балет «Карманьйола» у Московському художньому театрі балету, керованому Вікториною Крігер.
У 1932 році постановку опери «Розлом» здійснив Київський оперний театр (диригент О. Брон, режисер-постановник В. Манзій, художники І. Курочка-Армашевський та Н. Алексєєва).
У сезоні 1932—1933 років оперу «Розлом» ставив Харківський театр опери та балету (диригент А. Маргулян). Серед виконавців були відомі оперні співаки Ю. Кипоренко-Доманський — Годун, М. Гришко — Штубе, З. Гайдай — Ксенія.

## Твори
- Концерт для скрипки з оркестром (1926)
- Концерт для фортепіано з оркестром (1926)
- Вокально-симфонічна поема на сл. В. Жуковського «Ундіна» (1926)
- Соната для фортепіано (1927)
- Тріо для фортепіано, скрипки, віолончелі (1927)
- Струнний квартет (1927)
- «Danza exotica» («Екзотичний танець») для струнного квартету (1927)
- Три романси для сопрано у супроводі камерного ансамблю (1927):

1. «Зірка маїр», сл. К. Бальмонта;
2. «Елегія», сл. О. Пушкіна;
3. «Весна. Монастирська», сл. С. Городецького.

- Перша симфонія «Ювілейна» (1927)
- «У приказних воріт» — вокально-оркестрова сцена для сопрано або тенора і баритона з оркестром на слова О. Толстого (1927—1928)
- «Лукомор'є» («Присказка») — поема для голосу й оркестру на сл. О. Пушкіна (1927—1928)
- Друга симфонія «Класична» (в стилі XVIII ст.) (1928)
- «Вісім пісень на єврейські теми» для голосу в супроводі фортепіано (1928)
- Музика до п'єси «Гра інтересів» Х. Бенавенте (1928)
- «Розлом» — героїко-революційна драма за п'єсою Б. Лавреньова (1929)
- «Карманьйола» — пантомімо-драматичне дійство, балет (1930)
- «Панцирник Потьомкін» — радіоопера (1930)
- «Буревісник» — героїчна епопея (ескізи) (1931)
- «Цезар і Клеопатра» — опера за п'єсою Б. Шоу (ескізи) (1931)

## Пам'ять
На будинку по вул. Пироговській, 5 в Одесі, де жив композитор, встановлено меморіальну дошку.